# Reiko Yoshida
Reiko Yoshida (jap. 吉田 玲子 Yoshida Reiko) (ur. 31 grudnia 1967 w Hiroszimie) – japońska scenarzystka i autorka mang.

## Twórczość
- Kaleido Star
- Aria
- Maria-sama ga Miteru
- D.Gray-man
- K-On!
- Bakuman
- Girls und Panzer